# Колін Стенлі Ґам
Колін Стенлі Ґам (англ. Colin Stanley Gum) (4 червня 1924 — 29 квітня 1960) — австралійський астроном, відомий каталогізацією емісійних туманностей.

## Молоді роки й освіта
Ґам народився в лікарні Куамбі в Аделаїді, Південна Австралія, в сім'ї Стенлі Стерта Едґара Ґама та Айві Олів (уроджена Сторр), з Аппіли, Південна Австралія. Його батько, фермер, що служив рядовим в Австралійських імперських силах під час Першої світової війни, помер до народження Коліна.
Ґам здобув ступінь бакалавра з відзнакою в університеті Аделаїди в 1949 році, перейшов безпосередньо в обсерваторію Маунт-Стромло, на підставі проведеної роботи, за яку він здобув ступінь магістра в університеті Аделаїди в 1951 році. Він здобув ступінь доктора філософії в 1955 році в Австралійському національному університеті, був серед перших, удостоєних докторського ступеня в цьому університеті.

## Кар'єра
Ґам каталогізував емісійні туманності південної півкулі неба в обсерваторії Маунт-Стромло за допомогою ширококутної фотографії. Ґам опублікував свої дослідження 1953 року під назвою «Дослідження дифузних південних Hα-туманностей», у якому представлено каталог із 85 туманностей або комплексів туманностей, тепер відомий як каталог Ґама. Велику туманність «Ґам 12» у напрямку сузір'їв Корми і Вітрил згодом назвали на його честь. 
Ґам був частиною команди, до складу якої входили Френк Джон Керр і Ґарт Вестергут, яка визначала точне положення площини нейтрального водню в Галактиці.
1959 року Ґама призначили керівником програми спостережної оптичної астрономії Сіднейського університету. Наступного року він загинув, спускаючись на лижах з гори в Церматті, Швейцарія. Він був шваґром академіка Фей Ґейл. Кратер Ґам на Місяці названо на його честь.

## Зовнішні посилання
- Коротка біографія
- Туманність Ґама
- SouthernSkyPhoto.com
- Мисливці за хмарами
- Ілюстрований каталог Ґама. Archived